# World Series 1966
Die World Series 1966 war die 63. Auflage des Finals der Major League Baseball. Es standen sich die Meister der American League, die Baltimore Orioles, und der Champion der National League und verteidigenden World Series Champion, die Los Angeles Dodgers, gegenüber. Die Best-Of-Seven-Serie startete am 5. Oktober und endete nach vier Spielen am 9. Oktober 1966. Sieger nach vier Spielen wurden die Baltimore Orioles, die damit ihre erste World Series gewinnen konnten.
Als MVP der Serie wurde Baltimores Outfielder Frank Robinson ausgezeichnet.

## Übersicht der Spiele
| Spiel | Datum           | Gast                | Score | Heim                | Score | Gesamtstand (BAL-BOS) | Ballpark         | Zuschauer |
| ----- | --------------- | ------------------- | ----- | ------------------- | ----- | --------------------- | ---------------- | --------- |
| 1     | 5. Oktober 1966 | Baltimore Orioles   | 5     | Los Angeles Dodgers | 2     | 1–0                   | Dodger Stadium   | 55.941    |
| 2     | 6. Oktober 1966 | Baltimore Orioles   | 6     | Los Angeles Dodgers | 0     | 2–0                   | Dodger Stadium   | 55.947    |
| 3     | 8. Oktober 1966 | Los Angeles Dodgers | 0     | Baltimore Orioles   | 1     | 3–0                   | Memorial Stadium | 54.445    |
| 4     | 9. Oktober 1966 | Los Angeles Dodgers | 0     | Baltimore Orioles   | 1     | 4–0                   | Memorial Stadium | 54.458    |